# Cinkotai gyilkosság (1965)
Az 1965. december 2-án hajnalban történt cinkotai gyilkosság az 1960-as évek egyik legsúlyosabb magyarországi bűncselekménye. Az ATRA Vállalat főrendésze két munkatársát egy hazug kémhistóriával megtévesztve megkísérelte elrabolni a vállalat dolgozóinak bérét, ám a páncélszekrény feltörésére tett kísérletük kudarcot vallott. A lelepleződés veszélyétől pánikba eső rendész lemészárolta munkatársait. Az esetnek komoly sajtóvisszhangja volt, abból később krimi íródott és film készült.

## A gyilkosság előtörténete
Az 1919-es születésű Krisztián Imre (akit munkatársai vezetékneve után Krisztus-nak becéztek) a rendészet vezetőjeként dolgozott az Autóalkatrész-gyártó és Felújító Vállalat (ATRA) cinkotai gyárában. Krisztián édesanyja egyszerű virágárus volt, apját sose ismerte. Nem ismerték nehéz természetű embernek, mindenkivel barátságos volt, ugyanakkor volt benne egyfajta behízelgő magatartás, amivel feljebb tudott jutni. Katonaként megjárta az orosz frontot, volt hadifogságban, 1947-ben pedig, mint kalauz dolgozott a fővárosban. A jóképességű fiatal még újságírói képesítést is nyert és a Szárnyaskerék c. lapnak is dolgozott. Családi élete viszont válságos volt, részben azért, mert sok különféle nőügye volt (1956-ban eltanácsolták emiatt kalauzi állásából). A bűncselekményt megelőzően már megromlott a viszonya a feleségével, ezért fizetésének felét bírósági ítélet alapján a vállalat egyből a tőle elhidegül asszonynak utalta át. Már az 1950-es években is gyanúsították sikkasztással és lopással, de kapcsolatai miatt nem vonták felelősségre. Noha olykor hirtelen haragú, de máskor ügyesen és gyorsan simított el problémákat, ezért sokan kedvelték. Sosem ivott, nem dohányzott, nem voltak szenvedélyei. Főrendész kinevezésével viszont megváltozott és egyre gyakrabban viselkedett lehetetlen, egoista módon.
Krisztián a szűkös fizetése ellenére a korszak viszonyaihoz képest költekező életvitelt folytatott. Útlevele révén gyakran elutazhatott külföldre, Lengyelországból, Csehszlovákiából és Ausztriából Magyarországon nem kapható termékeket csempészett az országba. Útjaihoz a rendész egyre több ismerősétől kért kölcsön, végül adósságspirálba került. 1965 második felére már 37 ezer forintnyi adósságot görgetett maga előtt. Ráadásul egyik üzletfele is meglopta. Az illetőnek Krisztián közel 20 ezer forintot adott, hogy csehszlovák koronára válthassa, ám a férfi a pénzzel kereket oldott. A hitelezőktől szorongatott Krisztián Imre 1965 második felében úgy határozott, hogy rablással teremti elő a hitelei rendezéséhez szükséges pénzt.
Úgy gondolta, hogy legkönnyebben az őt foglalkoztató vállalat dolgozóinak fizetését tudja elrabolni, mivel azt a fizetésnap előtt már az általa jól ismert vállalati irodaház páncélszekrényében őrzik. 1965. december 1-jén, a bérkifizetés előtti nap délutánján Krisztián Imre befejezte a rendészműszakot, majd látszólag hazaindult szeretőjéhez. Ekkor már ideje java részét nem családjánál, hanem egy budapesti asszonynál, bizonyos Ilonánál töltötte. Nála még  megvacsorázott is és kért a nőtől egy spárgát (a tervéről magától értetődően nem beszélt neki). Krisztián csak estére ment haza, éjjelt 10-kor a gödöllői HÉV-vel visszautazott Cinkotára, előtte moziban is járt, majd a gyártelepre visszajutva a hátsó kerítésén átugorva jutott be. Néhány óvintézkedést még megtett (pl. hogy ne maradjon ujjlenyomat), de a rablás kivitelezésére nem volt pontos terve, sőt a bűncselekményt szinte rögtönözve ötlötte ki, rögvest miután azzal a 20 ezer forintját meglovasították. Úgy gondolta, hogy hegesztővel átvágja a fizetőpult ablakát, majd behatolva megfúrja a trezort. Mivel cipője nyomott hagyott volna egy szandált vett fel, de a sáros talajon beázott a zoknija is. Megpróbálta feltörni a lakatosműhelyt, ahonnét az eszközöket akarta beszerezni, de nem járt sikerrel. Elment, hogy megszárítkozzon a pártirodában, ahol eltöprengett a dolgok további menetén. Úgy gondolta, hogy bevonja a rablásba két munkatársát. Az alárendeltségébe tartozó Kiss József rendésznek (akinek feladata volt a trezor őrzése) és a Szirony Istvánnak, a lakatosüzem csoportvezetőjének azt mondta, hogy a vállalat egyik magas rangú munkatársa valójában külföldi kém, aki a vállalat páncélszekrényében rejtegeti titkos rádióadóját és konspiratív iratait. A kém elleni bizonyítékok megszerzéséért cserébe magas jutalmat ígért munkatársainak. Krisztián Imre csak nehezen és tekintélyének kimutatásával és nem csekély arroganciával tudta meggyőzni Kiss Józsefet, akivel mellesleg nagyon jó volt a viszonya, de Kiss kötelességtudó és lelkiismeretes is volt egyúttal. Szirony István azonban elhitte a mesét. Egyiküknek sem tűnt fel előtte, hogy Krisztián mit keres még itt. Rendészeti vezetőként biztonsági ellenőrzés címén Krisztián már máskor is hatolt be úgy, hogy pl. átvágta a telep drótkerítését.

## Rablásból gyilkosság
Krisztián először csak Kissel dolgozott, de ketten nem tudták beüzemelni a hegesztőgépet, szükségük volt Szirony segítségére (ekkora vonta csak be Szironyt Krisztián a dologba, akit nem is volt nehéz rábeszélni, lévén egy pártcsoportban voltak). A lakatosüzemből elhozott elektromos fúrógéppel Szirony hozzálátott a vállalat pénztárában lévő páncélszekrény felnyitásának, Kiss József pedig az épület földszintjén lévő hegesztőműhelyben figyelt, hogy a műveletet nehogy valaki megzavarhassa (esetleg a „kém” jöjjön vissza, ahogy Krisztián állította). Szirony csak lassan haladt a páncélszekrény felnyitásával, a három zár közül mindössze az elsővel boldogult. Krisztián az idő múlásával feltűnően ideges lett, erősen izzadt, ami Kisst nagyon nyugtalanította. Reggel 4 óra felé Krisztián Imre már látta, hogy a reggeli műszak kezdetéig a szekrényt nem tudják kinyitni. A lelepleződéstől rettegő Krisztián úgy döntött, hogy lemond a pénzről, de nem hagy tanúkat és gyilkosság árán szabadul meg társaitól. Krisztián a műhelyben figyelő Kiss Józsefhez ment és egy üzemből elhozott nehéz, közel hét és fél kilogramm súlyú kalapáccsal a gyanútlan férfit fejbe verte. Kiss eszméletlenül rogyott a földre. Ezek után egy másik, kb. öt kilós kalapáccsal a pénztárszobában dolgozó Szirony Istvánhoz ment. A földre térdelvén dolgozó férfit hátulról leütötte, aki neki esett a trezor ajtajának. Ezután Krisztián a kalapácsfej hegyes felével még két nagy ütést is mért a fejére. Szirony a trezort már jórészt megfúrta, de az ajtót továbbra sem lehetett felnyitni (igaz a helyszínről távozva Krisztián tudtán kívül elvitt egy dobozt, amelyben a vállalati totó nyeremény volt). Ezek után az üzem hátsó kerítésén kiugorva elhagyta a gyárat. A kerítésen viszont fennakadt a ruhája és kiszakadt annak egy darabja, továbbá a szandálját is eldobta Krisztián. Több kerülő utat is tett, de nem hazament, hanem Ilonához tért be kb. háromnegyed hatkor, amikor a nő felkelt és mosakodott, aki megpróbált rábeszélni, hogy igazolja az alibijét. Ekkora már felfedezték a bűncselekményt a gyárban.
A bűncselekményt a hegesztőműhely munkatársai fedezték fel a 4 óra 30 perc környékén, műszakkezdés előtt. A szervizműhely dolgozója be akarta kapcsolni az üzemi kemencét, de nem volt meg a kulcs, ezért elkezdték keresni Kisst, aki elvitte a kulcsot. Több helyen keresték telefonon, de sehol nem jött válasz. A bérosztályon megtalálták Szironyt, aki ekkor még élt, akárcsak a másik áldozat Kiss. A mentők kórházba vitték őket, ahol az orvosi beavatkozás megmentette Kiss József életét, Szirony István azonban délelőtt belehalt koponyasérüléseibe. A reggeli műszakra a gyárba érkezett Krisztián Imre is, aki látszólag megdöbbent az éjjeli rablási kísérleten. Az igazgató megkérdezte merre járt, majd pedig Krisztián rendészeti vezetőként adott információkkal mutatkozott segíteni a nyomozást. Az igazgató irodájában a rendőr alezredes feltett pár kérdést Krisztiánnak, aki azt állította szeretőjénél aludt, továbbá próbálta elterelni a figyelmet a dologról. Mivel a munkások nem nyúltak semmihez a rendőrség könnyen rögzítette a nyomokat. Szagmintákat találtak kutyák segítségével, kiöntötték Krisztián hátramaradt lábnyomát és megtalálták a kerítésen fennakadt ruhadarabokat, sőt hajszálakat, amelyet vegyi vizsgálatokkal azonosítottak. A nyomozók gyanúja rövid úton Krisztián Imrére terelődött. Már a nyomozás első napján őrizetbe vették, december 3-án pedig épp születése napján előzetes letartóztatásba helyezték.

## Per és ítéletek
A bűnügyet a Fővárosi Bíróság 1966. február 23-án kezdte tárgyalni, míg a vádirat előző évben már kész volt. Krisztián nagyon ellentmondásos vallomásokat tett, mivel annyira zavart volt, hogy nem tudta részletesen bevallani a bűncselekményt, ezért több állítását utóbb visszavonta. A tárgyalás alatt Krisztián Imre zaklatott volt, a tanúvallomások hallatán zokogott, illetve egyszer el is ájult. Leginkább a Kiss ellen elkövetett gyilkossági kísérlet tényét viselte nehezen, aminek felidézésekor annyira rosszul lett, hogy orvost kellett hozzá hívni. A bűncselekmény elkövetését elismerte és megbánását hangsúlyozta, de nem tudott logikus magyarázattal szolgálni, folyton-folyvást zavarodottságát hangsúlyozta. Az bíróságon tanúskodott Kiss József is, aki még magán viselte Krisztián kalapácsos támadásának testi és lelki tüneteit, ő is többször sírt, reszketett, szinte rettegett, mikor felidézte a történteket. Maga Krisztián is sírt, s hangoztatta, hogy nem akarta bántani Kisst.
A megidézett tanúk hangsúlyozták Krisztián kinevezése után történt magatartásbeli változását, a pökhendi viselkedését és bevallották, hogy nekik is tartozott különböző összegekkel Krisztián. Elmondták, hogy az adósságot külföldről hozott ajándékokkal próbálta „törleszteni” Krisztián. Az ilyen cselekmény viszont határozottan törvénybe ütköző volt, kimerítette a vámelkerülés és orgazdaság tényét, amely súlyos esetben öt év szabadságvesztéssel is járhatott.
Krisztián kirendelt védője nem képviselte túlzottan védencét, csupán gyerekeire való tekintettel kérte, hogy az ítélet ne halál legyen. Krisztián az utolsó szó jogán szintén kérte, hogy tekintsenek el a halálbüntetéstől, mert szándékában áll megjavulni.
A Fővárosi Bíróság március 2-án hirdette ki ítéletét, amelyben nyereségvágyból több emberen elkövetett emberölés bűntettének kísérlete, illetve gyilkosság miatt Krisztián Imrét halálra ítélte. A fellebbezést tárgyaló Legfelsőbb Bíróság az ítéletet 1966. április 16-án jóváhagyta. Ekkor már az egyes tanúk véleménye is módosult, így Kissé is, aki az elsőfokú tárgyaláson még elismerően beszélt Krisztián korábbi munkájáról, most viszont bízott abban, hogy kollégája a legsúlyosabb büntetést kapja. A harmadfokú eljárásra való fellebbezést elutasították. Krisztián kegyelmi kérvényét a Népköztársaság Elnöki Tanácsa elutasította, az indoklásban pedig felhozták azt a súlyosbító körülményt, hogy Krisztián kihasználta a belé vetett bizalmat és a munkatársai előtti tekintélyét, továbbá több tényező is mutatja személyének elvetemültségét, amivel veszélyezteti a társadalmat. Az egyetlen enyhítő körülmény, Krisztián családi állapota, nem volt értékelhető. A kalapácsos főrendészt 1966. május 7-én Budapesten kivégezték.

## Az ügy utóélete
Az ügy belpolitikai szempontból rendkívül kényes volt, mert Krisztián jó néhány korábbi üzelme és tetemes tartozása napvilágot látott már az első napokban, hisz igen sok embernek tartozott. A gyártelep dolgozóit olyan mélyen érintette a brutális bűncselekmény, hogy évekig nem tudtak szabadulni az emlékétől (nem is beszélve az áldozatok rokonainak lelki kínjairól). Krisztián Imre az 1956-os forradalom után hatalmát legitimálni igyekvő, ezért a közrend fenntartására igen kényes Magyar Szocialista Munkáspárt tagjaként kerülhetett bizalmi állásba és munkásőrként is szolgálatot teljesített. A férfit kiválónak tartott pártmunkája miatt iskolába akarták küldeni. Ráadásul a cinkotai munkásőr alakulat tagjai közül nem Krisztián volt az első gyilkosságra vetemedő. Az évtized elején ugyanezen alakulat egy másik tagja követett el taxisgyilkosságot. A cinkotai pártszervezet Krisztiánt december 7-én kizárta tagjai köréből. Az ATRA-ban lezajlott események, illetve az elkövető munkásmozgalmi kötődése alkalmas az egész politikai rendszer kompromittálására. A rendszerváltás előtt született feldolgozások és cikkek a elhallgatják a tényt, hogy Krisztián munkásőr és párttag volt, míg a rendszerváltást követően keletkezett írások hangsúlyozzák azt.
Krisztián áldozatai közül Kiss József felgyógyult fejsérüléséből, de élete végéig szorongásban élt, időnként elvesztette az eszméletét. A meghalt Szirony István özvegye képtelen volt feldolgozni férje elvesztését, rögvest idegösszeomlást kapott, bár némi kezelés után az orvosok úgy ítélték, hogy rendbejön. A gyár igyekezett megsegíteni az özvegyet, így átvállalta az OTP-tartozásukat, sőt az emberek adakoztak Szirony temetésére. A következő év tavaszán két árvát (Ágnest és Gábort) hátrahagyva Szirony özvegye lakásuk padlásán felakasztotta magát. Az öngyilkosságnak voltak ugyan konkrét előjelei, de nem vették komolyan a hozzátartozók. A cinkotai gyilkosság nem kopott ki a köztudatból. Néhány év múlva Fóti Andor Kelepcében az alvilág című könyvének egy teljes fejezete szól a gyilkosságról. 1979-ben a Magyar Televízió egész estés tévéfilmet forgatott Halál a pénztárban címmel, amelynek fő cselekményszála a ATRA-gyárban történtek utáni nyomozást követi. A krimit 1981-ben mutatta be a televízió.
A Cinkotai gyilkosság történetét Fóti Andor és Mág Bertalan is feldolgozta, de különböző módon. Mindketten a nyomozás vezetői voltak. Nézzük a tényeket, Krisztián Imre gyilkos esetét. A gyilkosság történetét többek között az Origó publikálta 2020. december 2-án. 55 éve (tehát 1965-ben) végzett kegyetlenül az áldozatával Krisztus, a cinkotai gyilkos. Fóti Andor Gyilkosság decemberben címen publikálta Krisztián Imre gyilkossági ügyét,  az eredeti neveket közölte, kicsi változtatással, pl. Kés József (nem Kiss) rendész, Szigony István (nem Szirony), lakatos, Kriszton Imre (nem Krisztián) főrendész. Fóti Andor azt írta, hogy „A gyár kapuja előtt már fékezett is az Árok (vagyis Mág Bertalan) őrnagy vezette rablási csoport néhány gépkocsija. Árok szokott lassú, himbáló járásával jött (i. m. 317.)” Mág Bertalan „Nincs megállás” címen dolgozta fel Krisztián Imre gyilkossági ügyét. A neveket lényegesen megváltoztatta, Almási Géza (Szirony István) az éjszakás művezető, Gáti József (Kiss József) műszerész, Palágyi Béla (Krisztián Imre) művezető, a gyilkos. A nyomozás történetét hasonlóan írták le. Még abban is megegyeznek, hogy felajánlották, hogy visszavonulnak a nyomozói hivatásuktól, ha megalapozatlanul vádolták meg Krisztián Imrét a gyilkosság vádjával. Ennek az volt az oka, hogy a cinkotai gyár vezetői nem hitték el azt, hogy Krisztián Imre követte el a rablási kísérletet és a gyilkosságot, ugyanis Krisztián MSZMP tag és munkásőr is volt.  Azt, hogy Krisztián Imre az MSZMP tagja és munkásőr volt Fóti Andor és Mág Bertalan nem említette. Krisztián Imre gyilkossági ügyét Szabó László "A narancshéj" címen szintén feldolgozta, a valós neveket használta.
Dobai Péter pedig Lavina címmel írta meg a történetet, amely 1980-ban a Rakéta Regénytárban jelent meg a Magvető Könyvkiadónál. Az okot Fehér György filmrendező érdeklődése váltotta ki, aki filmet szeretett volna forgatni a történetből, de a filmtervet letiltották azzal az indokkal, hogy "egy munkás nem gyilkol". Fehér nem adta fel a tervét Munkácsi Miklós íróval több verzióban is megirattatta a történetet. Azonban A kegyelem órája címmel, a Társulás Film- és Videostúdióban elkészült forgatókönyvekből sem készülhetett el a tervezett film.  Végül Halál a pénztárban (1981) címen készült film a cinkotai gyilkosságról.

## Filmek
- Fóti Andor: Gyilkosság decemberben és Mág Bertalan: Nincs megállás c. története alapján írta Kertész Ákos. Megtörtént bűnügyek –